# Chrysops sejunctus
Chrysops sejunctus är en tvåvingeart som beskrevs av Szilady 1919. Chrysops sejunctus ingår i släktet Chrysops och familjen bromsar. Inga underarter finns listade i Catalogue of Life.